# Glori Gloria
Glori Gloria est une chanson de Sheila sortie en 1982. 
Les paroles sont de Jean Schmitt. L'auteur s’est inspiré des derniers événements dans le monde. Cette chanson parle des militaires en partance, pour les guerres des Malouines ou du Liban et milite pour la paix et la liberté. Elle résume la situation des jeunes de 20 ans, allant mourir pour la gloire, mais reste avant tout un message d’espoir. La chanteuse entendit la version anglaise de Laura Branigan (paru sur l'album Branigan), qui cartonnait aux États-Unis et passait sur toutes les radios. Elle ne se souvenait plus de la version originale du chanteur italien Umberto Tozzi en 1979.
C’est aussi l’une des plus populaires auprès des fans et Sheila l'interprète régulièrement sur scène.

## Classements hebdomadaires

### Sheila
| Classement (1982/1983)                    | Meilleure position |
| ----------------------------------------- | ------------------ |
| France (TopFrance)                        | 8                  |
| Wallonie (Ultratop Belgique francophone)  | NC                 |
| Québec (Palmarès des chansons françaises) | 9                  |